# Brasão de Coreaú
O Brasão do Município de Coreaú ou Brasão de Armas municipal de Coreaú foi criado na década de 1970 e é o simbolo heráldico da cultura do município.

## Significação heráldica
Um escudo neoclássico timbrado por coroa mural  de cinco torres em prata e encimada por uma estrela de cinco pontas em blau; no bojo do escudo  há uma ave em azulado céu plainando sobre a flora típica Rio Coreaú margeado em verde e areial com uma carnaubeira adulta ladeada por uma estrutura cabeçal de gado.
O escudo formante do brasão repousa sobre um listel em goles, vermelho, contendo no central em letras brancas o topônimo municipal "COREAÚ" ladeado pela dada de emancipação do município "24- 09 -1870". Fecha-se a formatação com o escudo ladeado por ramos de algodão frutificados e em própria cor.

## Reforma de 2013
Em 2013 o brasão de Coreaú é reformulado onde lhe é acrescentado a coroa mural e o listel em goles com a toponificação e a data de emancipação de Coreaú.